# Bokanjac
Bokanjac je naselje, ki upravno pripada mestu Zadar.
Bokanjac leži okoli 4 km severozahodno od središča Zadra. V starih listinah se prvič omenja leta 1217. Krajevno ime je privzeto iz priimka Bokan. V srednjem veku so se na mestu današnjega naselja nahajale posesti zadrskega patriarha. Leta 1484 so Bokanjac porušili Turki, kasneje pa je bilo ponovno naseljeno s prebivalci okoliških vasi. Okoli naselja so na več lokacijah našli Ilirske grobove, nekaj ostankov gradenj pa je tudi iz rimskih časov. Sedanja rimskokatoliška cerkev je bila postavljena v 17. stoletju na prostoru prejšnje srednjeveške cerkve. Med prvo in drugo svetovno vojno je bilo pod italijansko okupacijo.